# Gondírevo
Gondírevo - Гондырево (rus) - és un poble de la República del Tatarstan, a Rússia. El 2010 tenia 91 habitants.